# Animal DžaZ
Animal DžaZ (rusky Animal ДжаZ) je ruská hudební rocková skupina z Petrohradu, založená roku 2000 a hrající ve stylu, který samotní muzikanti nazývají těžkou kytarovou eklektikou («тяжёлой гитарной эклектикой»). Poznávacím rysem skupiny je vydávání elektrických a akustických alb a míchání různých stylů.

## Historie
Skupina za 21 let své existence vydala 5 akustických alb, 10 řadových alb, 16 písní a 4 dvd a vystupují na velkých rockových festivalech, kde mezi nejvýznamnější patří účast na «Нашествие» (Našestvie).
Skupina v roce 2006 nahrála hudbu k filmu «Граффити» (Graffiti) režiséra Igora Apassiana. Premiéra filmu měla velký úspěch na XIX. mezinárodním filmovém festivalu v Tokiu. Po tomto úspěchu se hudba skupiny Animal DžaZ prosadila i v televizních seriálech Margoša «Маргоша», Gospoda oficjer «Господа офицеры» a další.
26. ledna 2007 vyšlo studiové album Šag Vdoch «Шаг Дoх» s velmi významným hitem Tri poloski «Три Пoлoски». 21. října 2007 skupina vydala album 1:0 v Polzu Osjeni «1:0 В Пользу Осени», které je prvním akustickým album skupiny nahrané v kompletní sestavě.
3. března 2009 představila skupina album Egoist «Эгоист» ve sportovním paláci v Lužnikách.
25. března 2011 vydala skupina své šesté album s názvem Animal DžaZ «Аnimal DжaZ». Album vyšlo v limitované edici ve formě knihy s plakátem skupiny včetně textů. Každý disk je očíslován.
19. března 2017 vydala skupina minialbum s názvem Ljubov k poletam «Любовь к полётам». Disk se skládal ze dvou skladeb. Skladba Ljubov k poljotam měla úspěch v hitparádě Hudební tucet «Чартoва дюжина» (Čartova djužina) na rádiové stanici NAŠE rádio.
13. července 2018 vychází společné album s rapovým umělcem Děclomem «Децлом», ve kterém představili legendární písně Děcla v akustické verzi.
V březnu 2019 skupina představila klip k písni Čuvstva «Чувства», ve kterém hrálo mnoho slavných herců a hudebníků. Režisérem klipu je Ženja Tirštajn «Женя Тирштайн», který se skupinou dlouhodobě spolupracuje.
Dne 30. listopadu 2019 skupina vydala elektrické album Vremja Ljubiť «Время любить». Na ruském hudebním portálu iTunes mělo album velký úspěch a umístilo se na prvním místě. V prosinci bylo toto album navrženo na cenu nejlepšího alba hitparády «Чартoва дюжина»Čartova djužina (Hudební tucet) pro rok 2020.
30. března 2020 vydala skupina písničku Kosmonavty «Космонавты» a již 1. dubna vydali klip k této písni. Klip režíroval sám zpěvák skupiny Alexandr Krasovickij. Píseň se dotýká tématu související s onemocněním covid-19.
1. června 2020 vydala skupina videoklip, který byl natočen za pomoci fanoušků. Fanoušci - na žádost skupiny zveřejněné na sociálních médiích 22. května 2020 - natočili svoji potemnělou tvář u okna a takto natočené video v délce 30 sekund jim odeslali. Během tří dnů skupina obdržela více než tisíc videí z různých koutů země.
6. června 2020 představila skupina verzi písně DDT Předtucha občanské války «Предчувствие гражданской войны». Podle vyjádření Alexandra Krasovického, píseň neztratila svůj význam po více než třiceti letech od vzniku originální verze. Pro základ kytarového zvuku použila skupina část originálního záznamu.

## Členové skupiny
- Alexandr Michajlovič Krasovickij (2000—dosud) —zpěv
- Jevgeniij Džonson Rjachovskij (2000—dosud) — kytara, doprovodný zpěv
- Aleksandr Zarankin (2007—dosud) — klávesista
- Sergej Kivin (2008—dosud) — bicí
- Andrej Archilov (2020—dosud) —basová kytara
- Ruslan Timonin — technik
- Jurij Smirnov — zvukový režisér

### Dřívější členové
- Sergej Jegorov (2000—2004) —bubeník
- Boris Goloděc (2000—2004) —klávesista
- Stanislav Gavrilov (2004—2005) — klávesista
- Andrej Kazačenko (2005—2007) — klávesista
- Jan Lemskij (2004—2008) —Bubeník
- Gennadij Mikrjukov (2006—2012) — ředitel
- Ninokentij Mineev— (2013—2013) — ředitel
- Igor Bojenruk Buligin (2000—2020) — basová kytara

## Diskografie

### Řadová alba
- 2002 — Animаlизм (Animalizm)
- 2004 — Стерoлюбoвь (Stereoljubov)
- 2004 — Как люди (Kak Ljudi)
- 2007 — Шаг Вдoх (Šag Vdoch,odkaz)
- 2009 — Эгoист (Egoist,odkaz)
- 2011 — Animal ДжаZ(Animal DžaZ,odkaz)
- 2013 — Фаза быстрoгo сна (faza bystrogo sna, odkaz )
- 2014—  Live in Aurora, odkaz
- 2015 — Хранитель весны (Chraniteli vjesni,odkaz)
- 2017 — Шаг Вдoх (Šag Vdoch, nové zpracování, odkaz)
- 2018 — Счастье (Sčastie,odkaz)
- 2018— Легенды русскoгo рoка(Legendy rysskogo roka,odkaz)
- 2019 — Время любить (Vremja ljubiť,odkaz)

### Akustická alba
- 2005 — Unplugged
- 2006 — Unplugged II: Раритеты (Raritěty)
- 2007 — 1:0 в пoльзу oсени (1:0 v polzu oseni)
- 2016 — AZXV: Акустика (Akustika)
- 2018 — «Acoustic» совместно с Децлoм («Acoustic» sovmestno s Děclom)
- 2021— Время любить (Акустика) (Vremja ljubiť Akustika,odkaz)

### Samostatně vydané písně
- 2002 — Антракт (Antrakt)
- 2003 — 15
- 2003 — Если дышишь (Jesli dyšiš)
- 2003 — Болеро для Марлен Дитрих (Bolero dlja Marlen Ditrich)
- 2006 — Шаг Вдох (šag Vdoch)
- 2008 — Я (Ja)
- 2010 — 2010
- 2012 — 2012
- 2012 — Живи(с МакSим) (Živi s Maksim)
- 2013 — Паук (Pauk)
- 2013 — Анамнез (Anamnez)
- 2014 — Дыши (duši)
- 2014 — Здесь и сейчас (Zděs i sejčas)
- 2014 — Все Пройдет (Vsje Projdět)
- 2016 — Не твоя смерть( Ne tvoja smjerť)
- 2017 — Любовь к полётам (Ljubov k poljotam)
- 2017 — Счастье (Sčastie)
- 2017 — Двое (с Anacondaz) (Dvoje)
- 2017 — Три полоски (с Alai Oli) (Tri poloski)
- 2019 — Чувства (Čuvstva)
- 2020 — Космонавты (Kosmonavty)
- 2020 — О хлебе и воде (O chlebe i vode)

### Videoklipy
- 2004 — Стереолюбовь (Ctereoljubov)
- 2006 — Шаг Вдох( Šag Vdoch)
- 2007 — Три полоски (Tri poloski)[10]
- 2007 — 1:0 в пользу осени (1:0 v polzu oseni)
- 2008 — Я (Ja)
- 2009 — Эгоист (Egoist)
- 2009 — Можно всё (Možno vejo)
- 2009 — Сами (Sami)
- 2009 — Третий глаз (Tretij glaz)
- 2009 — Новый год 2010 (Novyj god 2010)
- 2009 — Три полоски (feat.Amatory) (Tri poloski v podání skupiny Amatory)
- 2010 — 2010
- 2011 — Суббота, 6 утра (Subbota, 6 ytra)
- 2012 — Космос (Kosmos)
- 2012 — Любовь (Ljubov)
- 2012 — Джига (Džiga)
- 2012 — Живи(Živi)
- 2013 — Паук (Pauk)
- 2013 — Анамнез (Anamnez)
- 2014 — Ложь (Lož)
- 2014 — Дыши (Duši)
- 2015 — Дальше (Dalše)
- 2015 — Убийца (ubijca)
- 2017 — Здесь и сейчас (Zděs i sejčas)
- 2017 — Двое (с Anacondas) Dvoje
- 2018 — Счастье (Sčasťje)[11]
- 2019 — Чувства (Čuvstva)[12]
- 2020 — Мистика (Mistika)
- 2020 — Космонавты (Kosmonavty)[13]
- 2020 — О хлебе и воде (O chlebe i vodě)
- 2021 — Бессимптомно (Bessimptomno)[14]
- 2021  —Город (Gorod -duet Animal ДжаZ & OFLIYAN)